# Incontri internazionali di rugby a 15 di fine anno 1978
Nel rugby a 15 è tradizione che a fine anno (ottobre-dicembre) si disputino una serie di incontri internazionali che gli europei chiamano "Autumn International"  e gli appassionati dell'emisfero sud "Springtime tour". In particolare le nazionali dell'emisfero Sud, a fine della loro stagione si recano in tour in Europa.
Due tour dominano la scena di metà anno: il Grande Slam (rugby XV) della Nuova Zelanda e quello dell'Argentina, in grado di fermare Galles B ed Inghilterra, ma poi distrattamente sconfitta dall'Italia.
- - Argentina in Europa: storico tour dei "pumas" ancora capitanati da Hugo Porta: strappano un pareggio all'Inghilterra e battono il "Galles B" prima di cedere però all'Italia…

| Londra 14 ottobre 1978 | Inghilterra XV | 13 – 13 | Argentina | Twickenham |

| Rovigo 24 ottobre 1978 | Italia | 19 – 6 | Argentina | Stadio Mario Battaglini |

- - Nuova Zelanda nelle Isole Britanniche: È un tour storico  per gli All Blacks che conquistano quanto non era riuscito nel 1905: battono tutte le squadre britanniche e conquistano il "Grande Slam". Un risultato che non otterranno più sino al 2005.

| Dublino 4 novembre 1978 | Irlanda | 6 – 10 | Nuova Zelanda | Lansdowne Road |

| Cardiff 11 novembre 1978 | Galles | 12 – 13 | Nuova Zelanda | Arms Park |

| Londra 25 novembre 1978 | Inghilterra | 6 – 16 | Nuova Zelanda | Twickenham |

| Edimburgo 9 dicembre 1978 | Scozia | 9 – 18 | Nuova Zelanda | Murrayfield |